# Ikurrina
Ikurrina (spanska: ikurriña) är den spanska autonoma regionen Baskiens flagga. Den formgavs 1894 av Luis och Sabino Arana.
Flaggan är en dubbel korsflagga med ett vitt kors på ett grönt X-format kors på röd botten. Den har under vissa epoker varit förbjuden. På senare år har den även fått viss användning i andra delar av det historiska baskiska området.

## Namn och bakgrund

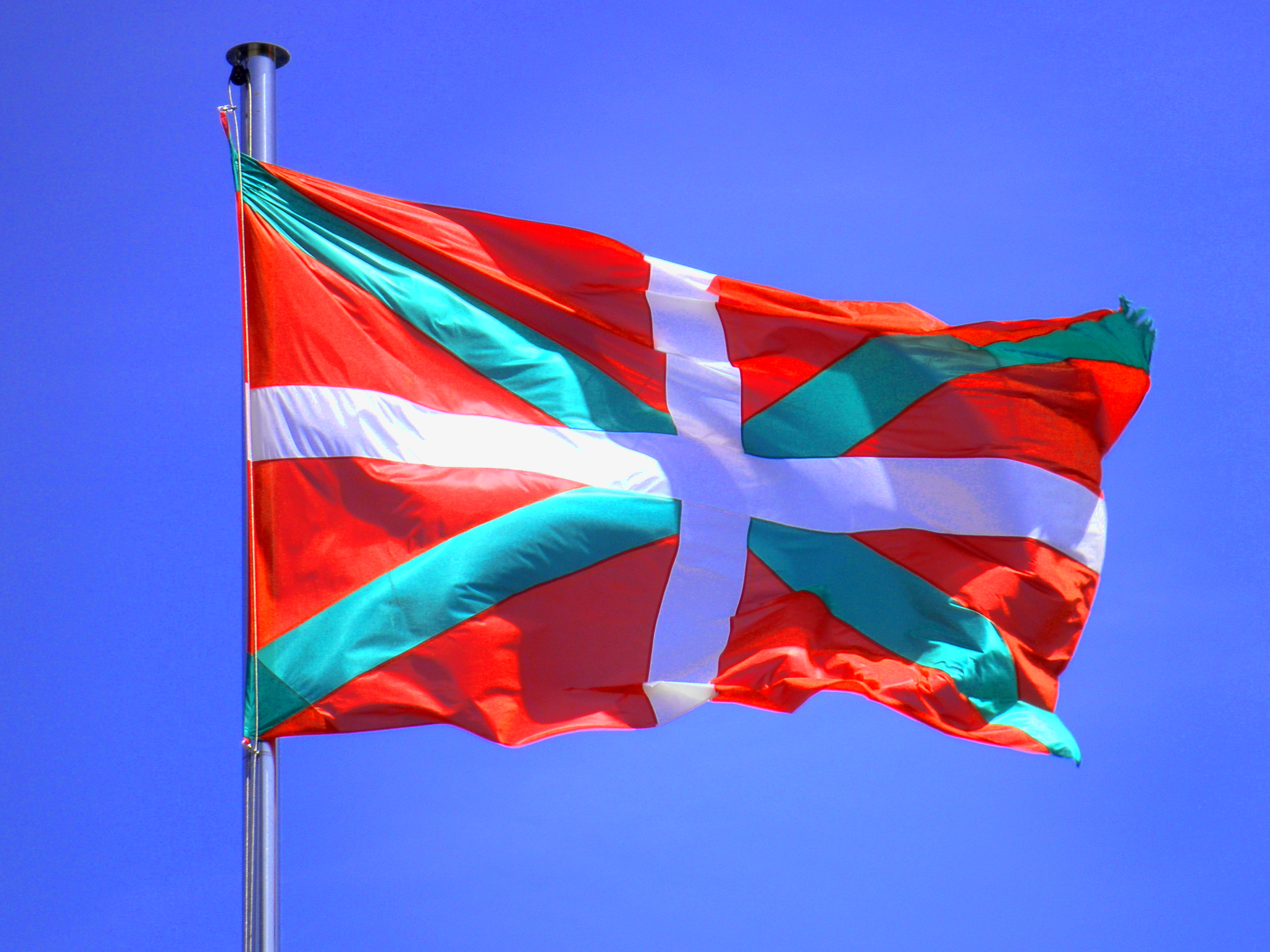
Baskiska flaggan

Ikurrina betyder 'flaggan' (ikur = 'tecken', egina = 'gjord'), men ordet används på baskiska endast om den baskiska flaggan. Vanligen brukas det från spanskan inlånade bandera som ord för flaggor i andra sammanhang. Den spanska varianten av namnet, ikurriña, har fått vid spridning i andra europeiska språk.
Flaggan formgavs 1894 av de två bröderna Luis och Sabino Arana, som var med och grundade Baskiska nationalistpartiet. Den röda bakgrunden står för det baskiska folket (alternativt det röda från det historiska området Biscayas vapen), det gröna korset för eken i Gernika som symbol för foralrätten (alternativt ödmjkhet, lidande och hopp), och det vita korset för kristendomen (alternativt folkets moral och den baskiska lagen). Ursprungligen var flaggans gröna och vita kors smalare, men proportionerna ändrades 1936. Bröderna framlade även förslag på flaggor till de sju baskiska provinserna, vilka dock inte har fått allmän spridning.
I den baskiska kulturen fanns tidigare ingen större tradition med flaggor.

## Historik

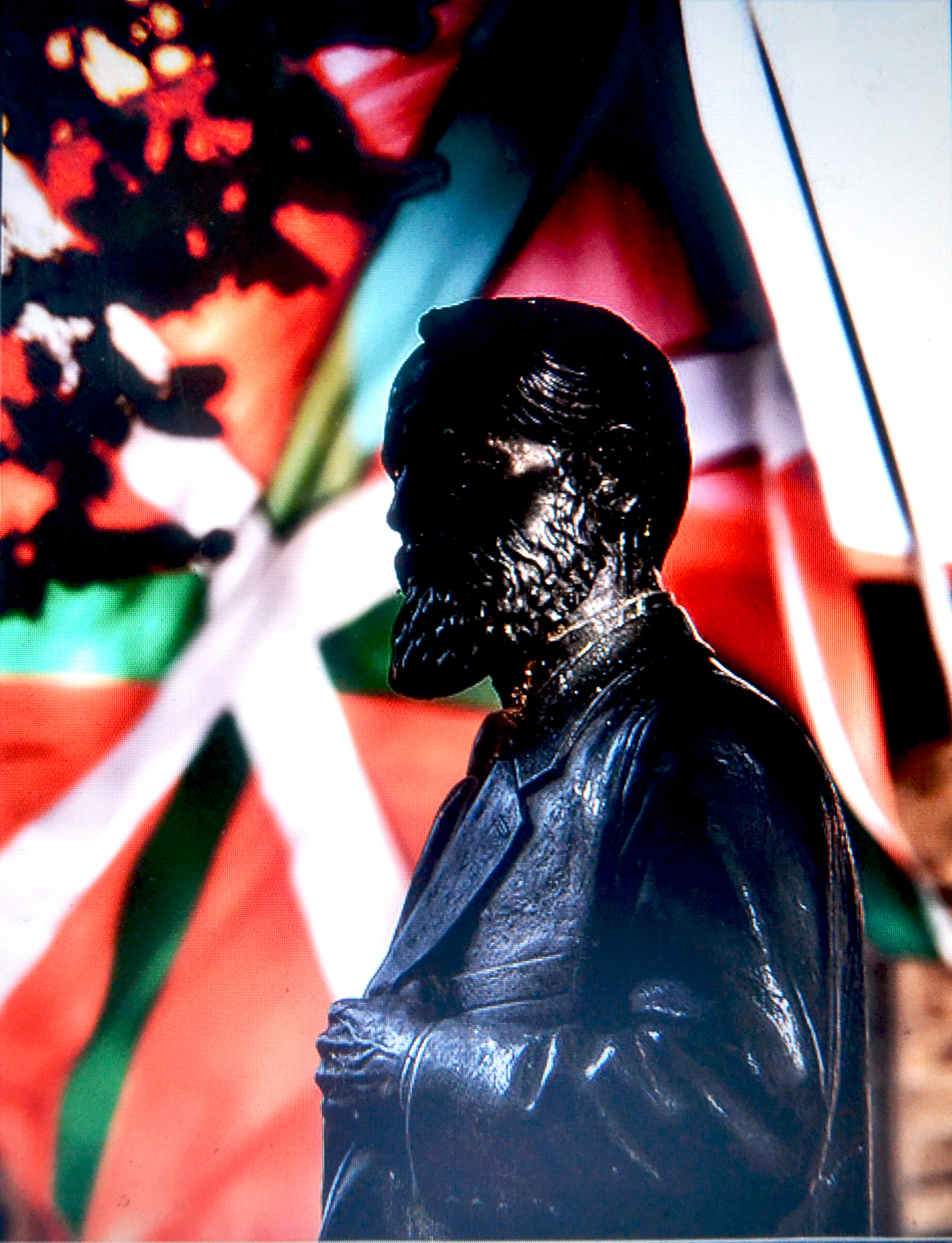
Staty över en av den baskiska flaggans formgivare, Sabino Arana, med fanan i bakgrunden

Ikurrinan var ursprungligen tänkt som en symbol för (det historiska) Biscaya, men den blev under tidigt 1900-tal snabbt en symbol för hela Baskien. Till en början använde endast Baskiska nationalistpartiet flaggan, men senast under Andra spanska republiken anammades det av alla demokratiska partier i regionen.
Flaggan var förbjuden i Spanien från fascisternas seger i spanska inbördeskriget 1938 till och med 1977, då landet började återdemokratiseras. Sedan 1979 används flaggan officiellt av den spanska autonoma regionen Baskien, men den syns även på många platser i Navarra och franska Baskien.
Den baskiska flaggan har aldrig varit förbjuden i Frankrike. Efter andra världskriget har ikurrinan hissats officiellt, vid sidan om Trikoloren, i stadshusen i den franska delen av Baskien. Ikurrina har även på senare år använts som enande politisk symbol för Baskien och baskisk rätt till självbestämmande.
År 2016 var Baskiens flagga (tillsammans med flaggorna för Kosovo, Nagorno-Karabach och Islamiska staten) med  på en lista över exempel på flaggor som inte var tillåtna att visas i samband med ESC, då hållen i Stockholm. När listan läckte ut till media ledde det till en tillfällig diplomatisk kris mellan Sverige och Spanien, innan flaggan slutligen togs bort från förbudslistan med motiveringen att det hela varit ett misstag.
Athletic Bilbao spelade i ikurrina-inspirerade kläder i La Liga-matchen 13 september 2014; matchmotståndare var FC Barcelona, som två dagar efter Kataloniens nationaldag klädde sig i sin senyera-färgade tredjemundering. Valen av munderingar meddelade dock inte ha politisk bakgrund.

## Annan användning
Baskiens flagga förekommer också i den delvis självstyrande franska ögruppen Saint-Pierre och Miquelons flagga. Många av invånarna på öarna härstammar från baskiska utvandrare.

## Bildgalleri

Baskiens flagga med 1894 års proportioner.
Förslag till flagga för Araba.
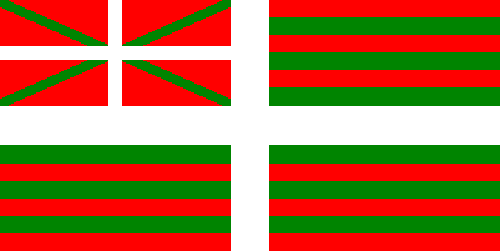
Förslag till flagga för Bizkaia.
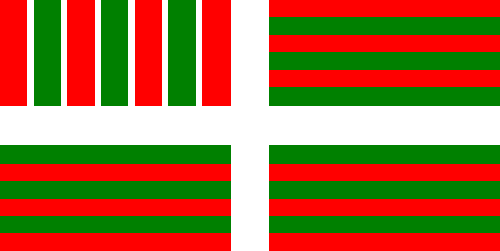
Förslag till flagga för Gipuzkoa.
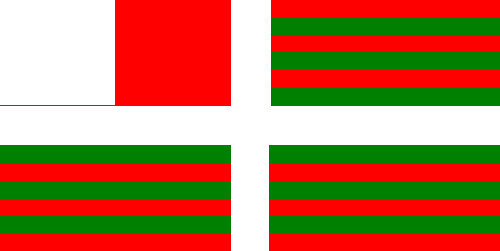
Förslag till flagga för Lapurdi.
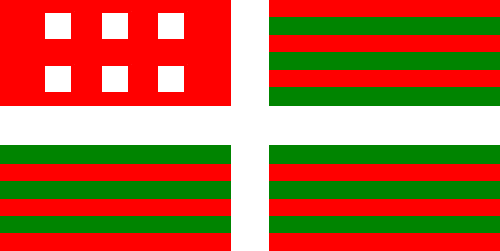
Förslag till flagga för övre och nedre Navarra.
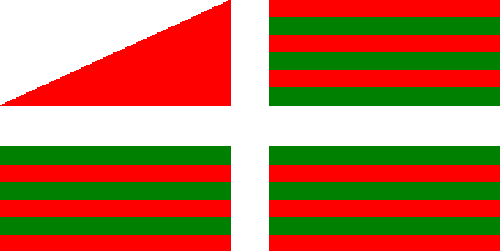
Förslag till flagga för Zuberoa.
Vapensköld för kommunen Itxassou (Itsasu) i Lapurdi med baskiska flaggan i övre högra hörnet.
Ikurrinan i övre vänstra hörnet i Saint-Pierre och Miquelons flagga.